# 刘云 (东平王)
刘云（前1世纪—前4年），汉宣帝第四子东平王刘宇的儿子。
鴻嘉元年（前20年），刘宇薨逝于东平国官邸，劉雲嗣位。劉雲在汉哀帝時，犯了诅咒哀帝的嫌疑，前4年，刘云被迫自殺，谥号炀，东平国除。元始元年（公元1年），恢复东平国，以刘云的儿子劉開明为东平王。

## 子嗣
- 严乡侯劉信
- 東平王劉開明
- 武平侯劉璜（？—7年），建平二年（前5年）五月，刘璜被封为武平侯。居摄元年（6年），王莽毒死汉平帝后，立孺子婴为太子，自称摄皇帝。东郡太守翟义联合严乡侯刘信与武平侯刘璜兄弟同谋反对王莽。次年举兵西进，立刘信为天子，传檄郡国，揭露王莽之罪。兵至山阳郡，人马达到十余万。王莽派王邑、孙建等率大兵进讨，在陈留郡葘县击破翟义军，将刘璜斩首。
- 陶鄉侯劉恢
- 釐鄉侯劉襃
- 昌鄉侯劉且
- 新鄉侯劉鯉
- 春城侯劉允